# Драгаль
Драгаль (серб./чорн. Dragalj/Драгаљ) — село (поселення) в Чорногорії, підпорядковане общині Котор. Християнське  поселення з населенням 32  мешканців.

## Населення
Динаміка чисельності населення (станом на 2003 рік):
- 1948 → 257
- 1953 → 258
- 1961 → 203
- 1971 → 136
- 1981 → 96
- 1991 → 36
- 2003 → 32

Національний склад села (станом на 2011):